# Jókai Mór emlékezete Erdélyben

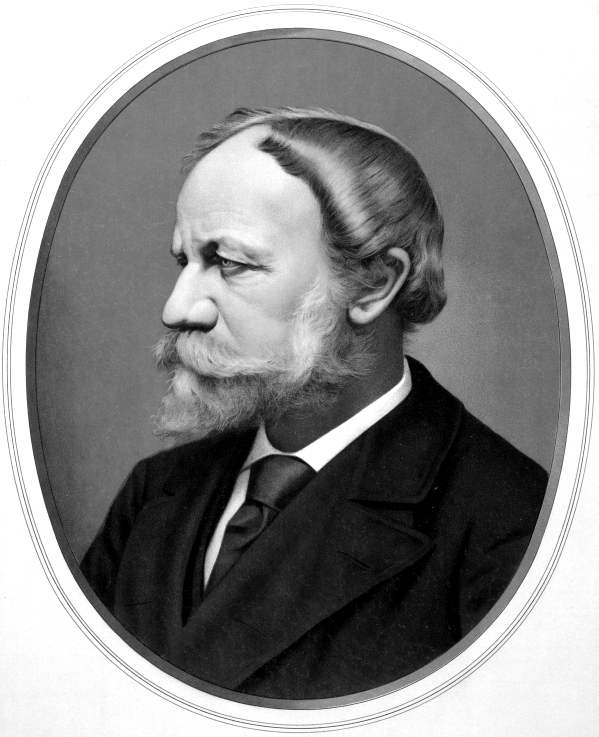
Jókai Mór

Jókai Mór emlékezete Erdélyben – A magyar irodalom 19. századi nagyjai közül – nem számítva az Erdélyben születetteket – Petőfi mellett a legszorosabb és legsokrétűbb Jókai Mór kapcsolódása Erdélyhez, tájaihoz, az itt élő népek múltjához-jelenéhez.

## Előzmények
Jókai Erdélyhez való kapcsolódásában szerepet játszottak családi kötelékei (feleségének, Laborfalvi Rózának atyafiai éltek Háromszéken) és az 1848-as nemzedék erdélyi nagyjaihoz fűződő ifjúkori személyes barátsága, de azok az elbeszélései, regényei is, amelyekben témáért mindjárt a szabadságharc leverése után Erdély közelebbi és távolabbi múltja felé fordult (Forradalmi és csataképek című kötetének novellái, Erdély aranykora című regénye). A kölcsönös vonzalmat 1853-tól az író erdélyi útjai mélyítették tovább és telítették a személyes kapcsolat élményével, ugyanakkor a közvetlen tapasztalatok új regények, elbeszélések ihletforrásai lettek. Jókai erdélyi olvasói – akik között már igen korai fordítások révén a román és német olvasók is ott voltak – az idők folyamán számos tanújelét adták ragaszkodásuknak: gyakran kapott meghívást fontos irodalmi-művelődési eseményekre (a kolozsvári, aradi, temesvári színházak jubileumaira, illetve ünnepélyes megnyitására, a Mátyás király kolozsvári szülőházán 1889-ben elhelyezett emléktábla avatására, Fadrusz János Mátyás-szobrának leleplezésére 1902-ben), s ezeknek az alkalmaknak a fényét nemegyszer az ő színpadi művei, az ünnepi alkalmakra írott prológjai, költeményei is emelték. E sokrétű és mély kapcsolat kifejezése volt, hogy ötvenéves írói jubileuma alkalmából többek között Temesvár, Nagyvárad, Kézdivásárhely, Máramarossziget is díszpolgárává avatta az írót, s hogy már életében, de halála után is gazdag – és nemegyszer irodalomtörténeti szempontból is értékes – irodalom született élete és művei körül.
Az egymást követő erdélyi utakat (1853-ban Belső-Erdélyt és a Székelyföldet, 1858-ban Arad-Hegyalját és a Mócvidéket, 1876-ban Torda környékét, Torockót és a Szamos völgyét járta be; 1871-ben, 1885-ben és 1902-ben Kolozsvárra, 1881-ben és 1884-ben mint országgyűlési képviselő Sepsiszentgyörgyre és környékére, 1885-ben Temesvárra, 1890-ben Aradra, 1902-ben Nagyváradra látogatott) a korabeli sajtó híradásaiból, kortársak későbbi visszaemlékezéseiből és az irodalomtörténészek kutatásaiból követhetjük nyomon, s a különböző közlemények és későbbi összegezések nemegyszer az erdélyi élményekben gyökerező művek keletkezéstörténetéhez is értékes adalékokkal szolgálnak.

## 1918 után
Az 1894-es Jókai-jubileum után az első alkalom, amikor már a romániai magyar irodalom szembenézett szellemi örökségével, születésének 1925-ös centenáriuma volt. Az impozáns évforduló eseményei között önálló kötetek, ünnepi lap- és folyóiratszámok, országos és helyi ünnepségek, tanulmányok, cikkek, ünnepi versek sokasága szerepelt.
Az önálló kötetek sorát a A Magyar Nép Könyvtára című sorozatban Kristóf György kötete (Bokréta a legnagyobb magyar elbeszélő, Jókai Mór műveiből. Kolozsvár, 1924) nyitotta meg, amelyben a szerkesztő rövid előszava után 6 novella és 14 anekdota jelent meg. Ez a kiadás azonban több mint negyedszázadig az utolsó is volt, mert a szerzői jog akkori tulajdonosa, a Révai Testvérek Rt. pert indított a kiadó, a Minerva Rt. ellen, s ettől csak a sajtó nyomására állott el. (Egy másik, e sorozatban ugyanabban az évben megjelent Históriás könyvecske című kötet, benne egy Jókai-novellával, úgy látszik, elkerülte a jogaira féltékeny kiadó figyelmét.)
Több önálló kötet ismertette meg a romániai olvasót Jókaival és művével: Kristóf György Jókai Mór élete és művei (Kolozsvár, 1925) és Nagy Sándor Jókai (Brassó, 1925) c. könyve az író életútját és alkotói pályájának összefoglalását nyújtotta. Ugyancsak összképre törekedett a terjedelmi korlátok ellenére Borbély István (Jókai emlékezete. Kolozsvár, 1925) és Csergő Tamás (Jókai-emlékbeszéd. Marosvásárhely, 1925) is, valamint Kristóf György, aki könyvének román nyelvű változatát is elkészítette (Mauriciu Jókai. Kolozsvár, 1925; függelékül néhány Jókai-novellával, Bitay Árpád fordításában). Mindezeknek inkább a népszerűsítés szempontjából volt jelentőségük; irodalomtörténeti vonatkozásban viszont azok a művek bizonyultak időtállóbbaknak, amelyek az író erdélyi kapcsolatait, az erdélyi utak történetét tárták fel. Kristóf György kötete (Jókai napjai Erdélyben. Kolozsvár, 1925) gazdag korabeli sajtóanyagot felhasználva s Jókainak első erdélyi útjairól készített naplójegyzeteit, rajzait is újraközölve adott részleteiben is pontos és megbízható képet az író erdélyi kötődésének eseménytörténetéről. Tabéry Géza és Incze Ernő díszes kiállítású albuma (Jókai Erdélyben. Kolozsvár, 1925) Karácsonyi János és Kelemen Lajos történelmi tanulmányait, Tabéry Géza, Spectator, Szentimrei Jenő és Osztie Andor, Fogarasi Albert és Gyalui Farkas kortárs-visszaemlékezéseket is megszólaltató esszéit, Medgyes Lajos és Reményik Sándor verseit közli, valamint Jókai 1853-as, 1858-as és 1876-os erdélyi úti jegyzeteit és Ady Endre Jókai Nagyváradon c. cikkét gazdag kép- és reprodukcióanyag kíséretében. (Ezt a könyvet és főként annak néhány közleményét a megjelenés után élénk sajtóvita kísérte; lásd Rajka László, Tabéry Géza és György Lajos cikkeit a Pásztortűz 1926-os évfolyamában.)
Sajátos terméke volt az évfordulónak S. Nagy László Jókai szerelmei (Kolozsvár, 1925) c. novelláskötete. Önálló füzetben jelent meg Incze Gábor A mi barátfalvi lévitánk (Debrecen, 1925) c. tanulmánya is.
A Jókai-centenárium sajtója szinte áttekinthetetlenül gazdag. A legnagyobb napilapok (Ellenzék, Keleti Újság, Temesvári Hírlap), a vidéki sajtóorgánumok (a tordai Aranyosvidéktől a székelyudvarhelyi Székely Közéletig), az irodalmi és művelődési lapok (Erdélyi Irodalmi Szemle, A Hírnök, Magyar Nép, Vasárnap, Pásztortűz, Unitárius Értesítő), sőt egyéb folyóiratok, így a Magyar Kisebbség, sőt még a Cipészek Szaklapja is gazdag tartalmú ünnepi számokkal járult hozzá a centenárium fényének emeléséhez. Amint az egész év Jókai-irodalmát összefoglaló cikkében Csűry Bálint írta: "Jókai szeretettel ölelte magához az ő egész magyar népét, de különös vonzalommal szerette Erdély magyarságát, a székelyt az ő századok kifejtette nagy erényeivel, tehetségeivel és hibáival együtt. A közönség e szeretetet hasonlóval viszonozta. Életében az emberért is lelkesült, ám szeretetét a Jókai halála óta eltelt pár évtized sem csökkentette."
A "legnagyobb magyar mesélő" művének időszerűségét a centenáriumi méltatások fejezték ki legközvetlenebbül. Az Ellenzékben Jancsó Béla, Kovács Dezső, Kuncz Aladár (1925/37), Áprily Lajos (1925/40) és Makkai Sándor (1925/133) idézte művének maradandóságát. Kuncz a kora reformkori magyar irodalmiságból csodaként kirobbanó elbeszélőművészről szólott, aki "a magyar léleknek és a prózai írásművészetnek annyi jellegzetessé vált elemét zárta be műveibe, hivatásunkat és sorsunkat annyi oldaláról tükrözte [...], hogy mentől távolabb kerülünk tőle, annál inkább vissza kell térnünk hozzá, mint a franciáknak Voltaire-hez, a németeknek Goethéhez, s merítenünk kell zsenijének kiapadhatatlan forrásaiból". Kovács Dezső Gyulai kifogásaival szemben Jókai népmesei kötődésében találta meg művészetének kulcsát, regényszerkesztése "lazaságainak", hősei "emberfelettiségének" magyarázatát. Jancsó Béla a főhősök sokszor szertelen idealizáltságával szemben a regényeiben található magyar típusok végtelen sokaságára hívta fel a figyelmet, hiszen ezek nemcsak élnek, hanem tovább élnek az időben. Áprily Lajos az író elképzelt alakjainak az olvasók jellemfejlődésére gyakorolt rendkívüli hatásáról szólt, míg Makkai Sándor az irodalom nemzeti és egyetemes hivatása közötti ellentmondás feloldódását hangsúlyozta művészetében, majd ezt írta: "Jókai mutatta meg a világnak, hogy a magyar az a nemzet, amelyet igazságosan csak álmaiból lehet megítélni, csak a képzeletének világában lehet megtalálni, s lelke rejtett mélységeiben lehet megszeretni. Hogy nem az méri a nemességet, amit megvalósított [...], hanem az, amit akar, s amit történelmi sorsa tőle megtagadott."
A Keleti Újságban (1925/47) Dózsa Endre Jókai három rózsája címmel idézte az író emlékét, az akkor Kolozsváron élő Ignotus pedig a valóság és álom ellentmondásaira, ill. ez ellentmondás feloldódására mutatott rá Jókai művészetében. "Jókai – írta – szentül hitte, hogy amit ő gondol, az úgy is van, s ha a valóság másmilyen, annál rosszabb a valóságra nézve. Ez [...] Jókai örök hatásának titkát érinti. Tudniillik hit nélkül nincsen hatás, mint ahogy meggyőződés sincs."
Az aradi Vasárnapban Spectator Jókai művében "az elmúlt század mámoros bőkezűségének" példáját emelte ki. Nem tagadta, hogy ez a bőkezűség áldozatokkal is járt a minőség rovására. Mi, mai ünneplők azonban – írta – "újra fölfedezzük Jókait, mert szükségünk van habzó életerejének viharos érintésére, idealizmusának és emberszeretetének forró tanúságaira..." (1925/4). Ugyancsak emlékező írás olvasható az Erdélyi Irodalmi Szemlében Balázs András (1925/3), A Hírnökben Rass Károly (1925/4), a Magyar Kisebbségben Kardhordó Károly (1925. 650–651.), a Temesvári Hírlapban Draskóczy Ilma (1925/40), a Pásztortűzben Kolozsvári Grandpierre Emil és Gyalui Farkas (1925/61), a Vasárnapban Prohászka László (1925/4) tollából.
Versben – a költőt egykor köszöntő kortársak (Petőfi, Medgyes Lajos, Szabó Jenő, Szász Gerő, Komócsy József) után – a későbbi nemzedékek romániai magyar költői is letették koszorúikat: Reményik Sándor Tatrangi Dávid apja (Ellenzék 1925/37), Hajnal László Jókai (Keleti Újság 1925/39) c. költeményei mellett az Ellenzék Mécs László, A Hírnök P. Jánossy Béla, a Pásztortűz Bakkay Béla, Bodor Aladár, Szávay Gyula, Tamás Lajos ünnepi verseit közli; az EIT 1925. március 22-i ünnepi ülésén Krüzselyi Erzsébet költeménye szerepel. Tabéry Géza Fiam születik címmel írt jelenetet a centenáriumra (Nemzeti Újság, Budapest, 1925. február 22.), s az Ellenzék Krúdy Gyula A bujdosó Jókai c. regényes leírását is közölte a szabadságharc leverése utáni hónapokból (1925/37).
Az évfordulóra megjelent irodalmi tanulmányok közül a legtöbb Jókai egy-egy művével foglalkozott behatóbban. Az Erdély aranykoráról Bitay Árpád (Ellenzék 1925/1), az Egy magyar nábobról Borbély István (Erdélyi Irodalmi Szemle 1925/3), az Egy az Istenről Józan Miklós (Unitárius Értesítő, 1925/2), a Trenk Frigyesről az Ellenzék egy L. aláírású cikke (1925/1), az Erdély aranykora és a Törökvilág Magyarországon forrásairól Gyalui Farkas (Pásztortűz 1925. 74–75.) írt; a románság ábrázolását Jókai műveiben Kristóf György vizsgálta (Jókai-monográfiájának ez az önálló fejezete előzőleg a Keleti Újság 1925. január 11-i és június 9, 11-i számaiban jelent meg); az író viszonyát az unitarizmushoz, ill. a vallásos hithez általában Kozma Flóra (Unitárius Értesítő 1925/3) és Mayer Ker. János (Vasárnap 1925/4) vizsgálta; a színpadhoz fűződő kapcsolatairól és drámáiról Janovics Jenő közölt tanulmányt (Keleti Újság 1925/40), ugyanakkor az Ellenzékben Tamás Gáspár azt az epizódot elevenítette fel, amikor Jókai a kolozsvári magyar színház igazgatói székébe pályázott (1925/168). Többen foglalkoztak az ünnepi számokban Jókai és kortársai viszonyával: Boros György Jókai és Brassai Sámuel, Bertha Nándor Jókai és Petőfi, Papp Ferenc Jókai és Gyulai viszonyáról írt, míg Bérczy Lajos a Vasárnapban Móricz Zsigmond állítólagos Jókai elleni "támadása" kapcsán "lekicsinylő ellenszenve" miatt marasztalta el az író-utódot (1925/4).
A könyvtárnyi Jókai-irodalomban ezek az írások nemcsak a Jókai-műnek, hanem legalább annyira a romániai magyar irodalomban akkoriban uralkodó irodalmi nézeteknek, ideológiai árnyalatoknak a megismeréséhez viszik közelebb a mai olvasót. A Jókai-kutatás szempontjából is irodalomtörténeti forrásértéke van viszont azoknak az írásoknak, amelyek az akkor még élő kortársakat, szemtanúkat szólaltatták meg, s egyik-másik erdélyi út epizódjaira vonatkozólag örökítettek meg egyébként feledésre ítélt adalékokat. S. Nagy László például Jókai utolsó nagyváradi látogatásáról és Adyval való találkozásáról írt (Ellenzék, 1925/14), Magyarosy Zoltán (Aranyosvidék, 1925. február 7.), Szentimrei Jenő és Várady Aurél (Ellenzék, 1925/20, 26) tordai látogatásainak epizódjait elevenítette fel, Gyalui Farkas a kolozsvári tartózkodások eseménykrónikáját foglalta össze egész sorozatban (Keleti Újság 1925/34–43). Osztie Andor a temesvári színház megnyitásának és Jókai akkori látogatásának napjait idézte (Temesvári Hírlap, 1925/40). Ugyancsak a Temesvári Hírlap (1925. január 18.) közölte Jókainak Vörösmarty sírjánál c. cikkét és Majthényi Flórához 1853-ban írott ismeretlen levelét. Végül gazdag tudósítás- és híranyagot tartalmaztak a lapok a centenáriumi Jókai-ünnepségek eseményeiről, azokról a megnyilvánulásokról, amelyek ékesen tanúskodtak nemcsak magyar, hanem román és német olvasóinak, a hazai román és német sajtónak a tisztelgéséről is.
A centenárium elmúltával számbelileg lényegesen csökkent, ugyanakkor azonban elmélyültebbé vált a romániai magyar Jókai-irodalom. E tanulmányok, sőt önálló munkák szerzői közül három név emelkedik ki: Rajka Lászlóé, György Lajosé és Kristóf Györgyé. A korán elhunyt kitűnő filológus, Rajka László 1931-ben az EME szakosztályülésén a Törökvilág Magyarországon c. regényt vetette össze két fő forrásával, Cserei Mihály és Bethlen János emlékiratával (Erdélyi Múzeum 1931. 14–34.); majd egy év múlva az Erdélyi Katolikus Akadémián tartott felolvasást az Egy hírhedett kalandor... forrásairól (Kolozsvár, 1932), s forrásvizsgálata nyomán az író alakító képzeletének működési módjáról; 1934-ben A Névtelen vár hőseiről közölt tanulmányt (Vásárnap, 1934/25); majd több Jókai-regény ismeretlen forrásait elemezte és vitt közelebb általuk az író alkotói módszerének ismeretéhez (Jókai és a Rajnai Antikvárius. Erdélyi Múzeum, 1935. 383–88.; Jókai és a Pitaval. Irodalomtörténeti Közlemények, Budapest, 1936. 52–64.); s Kristóf könyve után is hozott újat Jókai román tárgyú novelláiról ugyanott közölt átfogó elemző tanulmányában (1935. 107–121.).
György Lajos eredményei a Jókai-kutatás terén nagy témájához, a magyar anekdota összehasonlító irodalomtörténeti tanulmányozásához kapcsolódnak. A magyar anekdota története és egyetemes kapcsolatai c. művében (Budapest, 1934) e vizsgálódásainak mintegy konklúziójaként állapítja meg: "...a magyar anekdota fejlődésének legfontosabb mozzanatait – magyarrá formálódását, az eredeti vonások megizmosodását – szintén az ő (Jókai) munkásságának irodalomtörténeti jelentőségű érdemei közé kell számítanunk." Szövegfilológiai szempontból értékes György Lajos könyvének második része is, amelyben nem kevesebb, mint 70 Jókainál előforduló anekdota forrásait és egyetemes párhuzamait veszi számba. Az anekdota-témakörhöz kapcsolódik György Lajosnak A magyar nábob c. tanulmánya is (ETF 120. Kolozsvár, 1940), amely a regényben fontos szerepet játszó Józsa Gyuri anekdotakörrel foglalkozik.
Kristóf György munkásságában az 1925-ös centenárium után is találunk Jókai művével kapcsolatos cikkeket, tanulmányokat. Három jellemzés (Kolozsvár, 1926) c. kötetében újraközli Jókai lelke c. korábbi tanulmányát, majd a Szegény gazdagok tárgytörténetéhez szolgáltat újabb adalékokat (Meghalt az utolsó Nopcsa. Keleti Újság, 1937/180).
Alkalmakhoz kötött jellegük ellenére is figyelmet érdemelnek a Cigánybárónak a kolozsvári Román Operában történt bemutatójáról (Keleti Újság, 1932/41), a Szegény gazdagok román fordításának megjelenésekor (Keleti Újság, 1933. május 14.), valamint az Erdély aranykora színpadra állításakor (Irodalomtörténet, Budapest, 1938. 41–42.) írott cikkei. A Jókai-témák még az 1940-es években is visszatérnek Kristóf munkásságában: 1943-ban megjelent Királyhágón inneni írók Erdélyben c. kötetében újra összefoglalja Jókai erdélyi kapcsolataira vonatkozó korábbi kutatásainak eredményeit, a második világháború után pedig a Szabadság a hó alatt c. orosz tárgyú regényről közöl tanulmányt (Világosság, 1945. március 4.)
Mindezek mellett a teljesség kedvéért Borbély Istvánnak A kőszívű ember fiairól írott, önálló füzetben (Kolozsvár, 1926) is megjelent előadását, Szabó Istvánnak a Szegény gazdagok második román fordításáról írott szemlecikkét (Erdélyi Helikon, 1939. 293–94.) és Pellion Ervinnek Jókai népszínművei és társadalmi drámái c. tanulmányát (Kristóf-emlékkönyv. Kolozsvár, 1939) kell megemlítenünk.
E számát tekintve gazdag, bár értékét és jellegét illetően eléggé egyenetlen Jókai-irodalom futólagos végigtekintése is igazolja Tavaszy Sándornak az EME Bölcsészeti Szakosztályában Jókai születése 110. évfordulóján elhangzott szavait: "A Jókai költészete olyan kincse a magyar nemzeti kultúrának, akkora szellemi értéke a mi magyar életünknek, hogy helyénvaló megragadni minden alkalmat, amikor emlékezetét felújíthatjuk és az emlékezés misztikus elmélyülésében áldozhatunk az ő halhatatlan szellemének" (Erdélyi Múzeum, 1935. 105.).

## A második világháború után
Az "emlékezet felújításának" következő alkalma, Jókai halálának fél évszázados évfordulója 1954-ben már a romániai magyar irodalom új korszakára esett. Legjelentősebb eseménye megújult könyvkiadásunkhoz fűződik: ugyanis a szerzői jog felszabadulásával ekkor kezdődik meg a Jókai-művek sorozatos kiadása és hódítása a romániai magyar olvasók tömegeiben. A szerény kezdet az évfordulót követő évben A janicsárok végnapjai (az Ifjúsági Könyvkiadó gondozta Tanulók Könyvtára sorozatban, Szemlér Ferenc előszavával), valamint a Sárga rózsa és egy füzetnyi novella A kalmár és családja címmel (az ÁIMK Kincses Könyvtár sorozatában), majd a Magyar Klasszikusok címmel indított sorozatban az És mégis mozog a föld (Kolozsvár, 1956), A kőszívű ember fiai (Marosvásárhely, 1957) és a Szegény gazdagok (1958), s ezekhez csatlakozott még az 1954–1957-es években a román–magyar közös könyvkiadási egyezmény alapján a budapesti Szépirodalmi Könyvkiadó Magyar Klasszikusok, ill. Jókai-sorozatának jó néhány kötete (Rab Ráby, És mégis mozog a föld, Elbeszélések I–III., Mire megvénülünk, Szerelem bolondjai). A következő évtizedek Jókai valóságos hódításának évtizedei voltak: 1955 és 1983 között csak hazai kiadásban 13 regénye, 5 kötetnyi elbeszélése és egy szöveggyűjteménye (Jókai természettudománya címmel a Téka sorozatban, Veress Zoltán összeállításában) jelent meg, összesen 33 kiadásban, több mint 800 000 példányban: Az aranyember, A kőszívű ember fiai és a Rab Ráby három-három, a Sárga rózsa és az És mégis mozog a föld, a Szegény gazdagok, a Fekete gyémántok két-két, az Egy magyar nábob, a Kárpáthy Zoltán, A janicsárok végnapjai, Az új földesúr, A lőcsei fehér asszony, A kiskirályok egy-egy kiadásban.

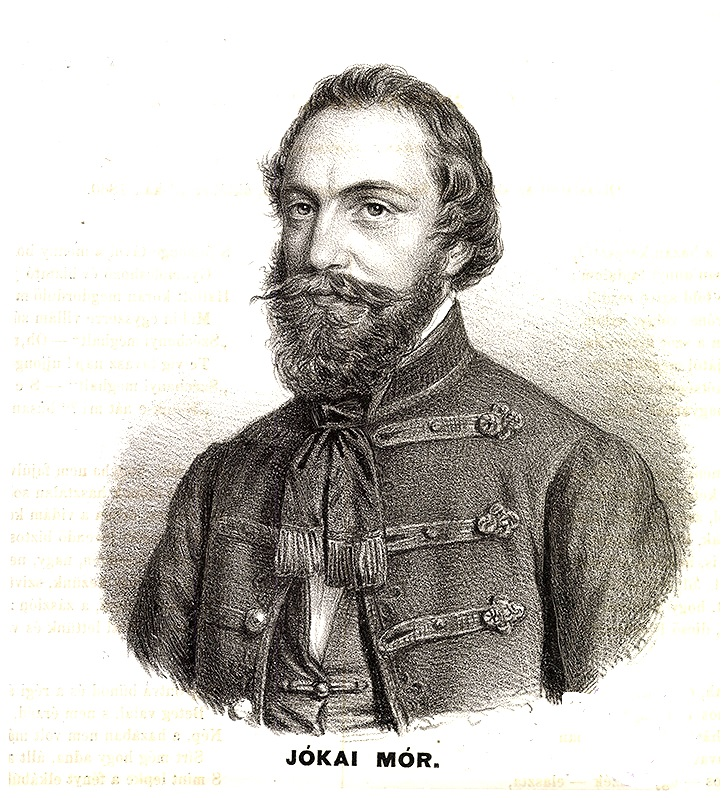
Jókai Mór (1865)

Az Utunkban (1954/19) Antal Árpád bevezetőül – Jókai és a fiatal Ady nagyváradi találkozását felelevenítve – annak a Jókainak az emlékét idézi, "aki az elsők között volt Petőfi oldalán az 1848-as márciusi forradalomban. Azt a Jókait, aki Világos után nemzedékeket tanított meg műveivel 1848 nagyságára, aki a Habsburg-ellenes nemzeti ellenállás szellemét élesztgette mint író, szerkesztő és politikus." A továbbiakban részletesen foglalkozik a nemzeti ellenállást erősítő (de nemesi hőseit eszményítő) regényeivel, rámutat a dolgozó nép köréből való hőseinek példamutató hűségére a szabadságharc eszméjéhez; bemutatja azokat a regényeket, amelyek már a magyar polgári társadalom kialakulásának folyamatában fogantak, s kitér "kispolgári utópista" elképzeléseire az új társadalmi rendszer ellentmondásainak kiküszöbölését illetően. A pálya utolsó szakaszát az uralkodó rendszerrel való megalkuvás időszakának értékeli, de épp ezzel szemben kiemelten foglalkozik a Rab Rábyval, A kiskirályokkal és a Sárga rózsával. Végül felidézi román és orosz tárgyú regényeit, amelyekben "az együtt élő és szabadságszerető népek testvéri összefogásának az ügyét szolgálta. Olyan hagyománya ez irodalmunknak – mutat rá befejezésül –, amely ma is jelentős segítség harcainkban."
Az Igaz Szóban Dávid Gyula Jókai pályaképének egészét "a népellenes burzsoá-földesúri irodalomtörténetírással" polemizálva áttekintő bevezető után, Mikszáth értékeléséből kiindulva, részletesen elemzi a Rab Ráby c. regényt, amelyben az író nemzet és haladás dilemmájára ad pozitív feleletet, s amelyben "az eddigieknél sokkal átfogóbb társadalombírálat [...], a realista elemek térhódítása a legteljesebben [...] jelentkezik". A jelzett konfliktus feloldását lényegében a regény cselekményén kívül látja, amikor megállapítja: "Ráby az uralkodóházzal összefogott nemesi reakció elől egyetlen helyen talál menekülést, a forradalmi Párizsban. És itt, bár csak közvetve, de felvillan a dilemma megoldása is, hisz a francia forradalom úgy valósította meg a szabadság jelszavát, hogy ugyanakkor nem kellett feláldoznia érte a francia nép nemzeti függetlenségét" (Jókai Mór és a Rab Ráby. Igaz Szó, 1954/3–4).
Az 1954-es évfordulót követő több mint két évtized romániai magyar irodalmában számos jele van annak, hogy Jókai műve egyre mélyebben hatol be a köztudatba. Regényeinek egymást követő megjelenése az irodalomtörténeti értékelés elmélyítésére is alkalom, különösen az Ifjúsági Könyvkiadó, majd a Dacia gondozásában megjelenő Tanulók Könyvtára köteteiben, amelyek az időközben elkészült középiskolai magyar irodalom tankönyvek (Antal Árpád és Kocziány László X. osztályos tankönyve 1973-ban, Kozma Dezső IX. és XI. osztályos tankönyvei 1978-ban, ill. 1980-ban) ismeretanyagának elmélyítéséül egy-egy Jókai-regény sokoldalú, nemegyszer modern szempontú elemzésére is vállalkoztak. A középiskolai oktatáshoz kapcsolódott az Utunk Olvassuk együtt c. rovata is, amelyben 1971 januárjában Kocsis István ír Jókai romantikájáról, vitába szállva azzal, hogy "divattá vált elnézően, mosolyogva legyinteni, ha Jókai életműve szóba kerül", e romantika két lényeges pozitív vonását emeli ki: optimista kicsengését és társadalmi feladatot vállaló mítoszteremtését.
Marosi Barna riportjai ugyanakkor a Jókai-mű elterjedtségének más dimenzióit tárják fel: ő ugyanis útitársául választja az erdélyi tájak rajongóját Kalandozások Jókaival Erdélyben címmel közölt kétrészes riportjában (Előre, 1955. augusztus 2, 4.), majd Megbolygatott világ c. kötetének (1974) aldunai és mócvidéki riportjai keretében idézi fel a nagy magyar mesélő százegynéhány évvel korábbi élménybeszámolóit.
Figyelmet érdemlő tárgytörténeti anyaggal gazdagodik ezekben az években a Jókai-szakirodalom is: Gyallay Pap Domokos (Irodalomtörténet, Budapest, 1958), Jakó Zsigmond (Korunk, 1974/12, 1975/3) és Mikó Imre (Korunk 1975/1–2) az Egy az Isten hátteréül szolgáló Torockóról, a legendáról, ill. a regény mintájául szolgáló Zsakó családról közöl tanulmányt, Vita Zsigmond Az utolsó csatár c. novella (A Hét, 1973/35) és A nagyenyedi két fűzfa (Új Élet, 1979/4) által feldolgozott eseményeket kutatja fel (e két utóbbi újraközölve a szerző Művelődés és népszolgálat c. kötetében, Bukarest, 1983); Ficzay Dénes Jókai és Arad városa kapcsolatának ismeretlen dokumentumait tette hozzáférhetővé (Irodalomtörténeti Közlemények, Budapest, 1961. 445–46.). S ugyanakkor a Jókai-mű erdélyi vonatkozásainak átfogó számbavételére is sor kerül Dávid Gyula Jókai-könyvében (Kolozsvár, 1971), amelynek közelebbi tárgyát alcíme írja körül: "Emberek, tájak, élmények Jókai erdélyi tárgyú műveiben".
Ilyen közjátékok előzik meg Jókai Mór születésének 150. évfordulóját. Ekkor, 1975-ben jelenik meg Vita Zsigmond Jókai Erdélyben c. könyve, Böjthe Jolán szöveggondozói közreműködésével és Marx József fotóművész közel 250 fényképfelvételével. A szerző Jókai erdélyi tárgyú műveiből és az erdélyi utak során írott feljegyzéseiből vett szövegekre épít, s adatokban gazdagon, de ugyanakkor színesen, élményszerűen eleveníti fel az író 1853–1902 közötti erdélyi útjainak eseményeit, szereplőit, magát a kort, amely Jókai és az erdélyi tájak, emberek egymásra találását meghatározta. A hangulat maradéktalan újrateremtésében a jól kiválasztott Jókai-idézetek és Vita Zsigmond összekötő szövegként alkalmazott tanulmánya mellett nagy szerepe van a fényképanyagnak, amelynek egy része korabeli fotódokumentum, reprodukció, más része az egykori táj- és emberélményt maradéktalanul felidéző művészfotó.
Az 1975-ös évfordulóra az irodalmi sajtóban megjelent tanulmányok, esszék, dokumentumok, a számos városban megrendezett megemlékező ünnepségek, előadássorozatok, tudományos ülésszakok a Jókai-mű változatlan közönségvonzását bizonyították. A Korunkban (1975/1–2) Veress Zoltán Jókai eszmei koordinátarendszere címmel a szabadság-, egyenlőség- és testvériség-eszme, valamint a békességóhajtás jelentkezését vizsgálta Jókai művében, egy másik tanulmányában pedig (Egy klasszikus műhelytitkai. A Hét, 1975/21–39) Gyulai Pál egykori bírálatára visszatérve tesz a mű esztétikumának kulcsát felmutató megállapítást: "Jókai semmiféle előregyártott köntösbe nem fér bele [...] Jókai egy modern világról – mármint a 19. századról – s a benne élő emberről, olykor az általa szemlélt történelemről, olykor az általa remélt jövőről mesél művelt, tudománnyal és publicisztikával megfejelt regényes népmeséket. Minden, amit legnagyobb kritikusa száz éve felrótt neki, s amit azóta tollról tollra hagyományoznak, árnyalnak és szelídítenek a filológusok, tökéletesen igaz, épp csak annyit kell észrevenni még, hogy mindez nem egy átlagos író gyengesége, hanem egy önmaga teremtette műfaj törvénye."
A Jókai-mű maradandóságának titka izgatja az évfordulót idéző más szerzőket is: Dávid Gyula, aki az év szeptemberében Veress Zoltánnal együtt a Magyar Irodalomtörténeti Társaság meghívására a balatonfüredi Jókai-napok előadói sorában is szerepel, az időben változó eszmények örök állandóságát emeli ki: "Romantikusként is kora valóságát fejezte ki [...] Hőseinek társadalmi helyzete [...] együtt változott a több mint fél évszázados írói pályájával egybeeső korszak történelmi-társadalmi változásaival. De miközben új és új hősökben öltött testet az eszmény, lényege ugyanaz maradt: a hősök mindegyike emberséget, közösség iránti felelősséget, jövőbe vetett hitet sugárzott" (Utunk, 1975/11). Bernád Ágoston úgy látja, hogy Jókai "hőskölteményekre emlékeztető regényeposzaiban a koráról ír, a koráról vall. Még akkor is, ha a közelmúlt, a jelen vagy a jövő valóságát választja témájául. Ezek a nagy regények szinte ciklussá szerveződnek, egy magyar Comédie Humaine-né, s a felvilágosodástól és reformkortól a forradalmakon át egy nemzeti kapitalizmus utópiájáig, a távoli jövőig nyúlnak" (A Hét, 1975/8). Sombori Sándor az író erdélyi élményei és Erdélyhez való kötődése oldaláról közelíti meg a mű maradandóságát: "A tájélményt költői szárnyalású, tündöklő leírásokban adta vissza. A múltat színesen, vonzóan, néha idealizálva, mindenkor pozitív viszonyulással ábrázolta. Erdély sokféle népét általában meleg rokonszenvvel, együttérzéssel, megértéssel, gondjaik-bajaik iránt nagy fogékonysággal rajzolta" (Művelődés (folyóirat)|Művelődés, 1975/2). Gergely Gergely szerint a "Jókai-varázslat" "...Jókai határtalan életszeretetéből, életcsodálatából fakad. Az embert, az egész alkotott világot mindig csodálattal eltelve vizsgálja és a saját felfedező izgalmait is átsugározza olvasóira. Magával ragadó a felfokozott életérzés, az intenzív életvágy, a tevékenység bűvölete, egyszóval mindaz, amiért embernek lenni érdemes" (Utunk, 1975/14). Gergely Géza viszont így látja a Jókai-mű közönséghatását: "Könyvei gyermekkorunktól halálunkig kísérnek bennünket. És amennyivel többet tudunk meg a minket környező világból és amennyivel racionálisabb korban élünk, annyival jobban vágyódunk a romantika iránt, térünk vissza őhozzá és olvassuk el ismét egy-egy munkáját" (Új Élet, 1975/4). Végül Vita Zsigmond Jókai erdélyi útjait és élményvilágát felelevenítő könyve következtetéseit fogalmazza meg az Igaz Szóban (1975/2) és az Új Életben (1975/4), Jókainak a nők egyenjogúságáról vallott nézeteit foglalja össze a Dolgozó Nőben (1975/8), s az írónak Kriza Jánossal való kapcsolatát eleveníti fel már az évforduló után (Utunk, 1976/36). Az évforduló romániai magyar Jókai-irodalmából tárgytörténeti vonatkozásban figyelmet érdemel még a Jókai temesvári és bánsági kapcsolatait és utóéletét felelevenítő Szekernyés János ismeretlen adalékokban gazdag írása (A Hét, 1975/8).

## Jókai és az erdélyi magyar színházak
Jókai erdélyi kapcsolatainak alakulásában jelentékeny szerepe volt felesége, Laborfalvi Róza színésznői pályája révén az erdélyi magyar színházakkal (főképp a kolozsvárival) való kapcsolatainak. A szigetvári vértanúk 1860. október 28-i előadásától kezdve a kolozsvári magyar színházban összesen 21 Jókai-színmű vagy Jókai-mű színpadi változata került bemutatásra: Milton (1876), Hős Pálffy (1878), Az arany ember (1885), Fekete gyémántok (1885), Cigánybáró (1886), A bolondok grófja (1889), Melyiket a kilenc közül? (1890), Könyves Kálmán (1892), A gazdag szegények (1893), Keresd a szívet (1897), Fekete vér (1899), Manlius Sinister (1904), Egy magyar nábob (1918), Kárpáthy Zoltán (1918), A kőszívű ember fiai (Hevesi Sándor átdolgozása, 1918), Szegény gazdagok (1925); 1894. január 1–7. között jubileumi Jókai-ciklus keretében hét Jókai-művet mutatott be Ditrói Mór igazgató, közöttük a Szép Mikhál és a Dózsa György első ízben szólalt meg a kolozsvári színpadon.
A két világháború között, főképp az 1920-as években, állandóan műsoron szerepelt Az arany ember (15 előadás) és a Cigánybáró (17 előadás; 1932-től a román zenés színházak repertoárdarabja is), s több alkalommal is előadásra, felújításra került az Egy magyar nábob (3 előadás), a Kárpáthy Zoltán (6 előadás), a Fekete gyémántok (6 előadás), a Kőszívű ember fiai (Hevesi Sándor két estét betöltő változata, 2 előadás) és a Szegény gazdagok (2 előadás). Ünnepi drámaciklust szervezett a kolozsvári magyar színház az 1925-ös centenárium alkalmából is, amikor február 18–20. között, három egymást követő estén bemutatásra került az Egy magyar nábob, a Kárpáthy Zoltán és Az arany ember. A második világháborút követő időszak első kolozsvári Jókai-előadása az 1949–50-es évadban a Cigánybáró volt, 1956-ban a Kőszívű ember fiai került színre Földes Mihály színpadi változatában, majd 1966-ban ugyanez a mű Dehel Gábor és Márton János átdolgozásában. Az 1975-ös Jókai-évfordulóra tűzte műsorára az Állami Magyar Színház Kolozsvárt Méhes György színpadi változatában A nagyenyedi két fűzfa bemutatását, míg az Állami Magyar Opera Hary Béla zenéjével, Oleg Danovschi koreográfiájával a Sárga rózsa c. balettet mutatta be.
Az ország többi magyar színházának Jókai-bemutatóira vonatkozólag adataink sokkal szórványosabbak: a temesvári magyar színház 1885-ben Jókai prológjával nyitotta meg kapuit, majd bemutatta és évtizedeken át műsoron tartotta a Fekete gyémántokat és Az arany embert (ez utóbbiban 1901-ben Jókai második felesége, Nagy Bella is fellépett). Ugyancsak Jókai szövegével, majd Az arany emberrel és a Cigánybáróval kezdte első, 1892–93-as évadát az aradi magyar színház is. Oravicai Báródi Károly társulata rendezett századfordulói Jókai-ciklust, míg Sepsiszentgyörgyön 1894-ben műkedvelők élőképekben mutatták be A szigetvári vértanúkat. Nagyváradon 1852–1918 között összesen 17 Jókai-színmű és színpadi átdolgozás bemutatójának tapsolhatott a közönség.
Az 1950–51-es évadban a Cigánybáró, 1981-ben pedig a Hevesi Sándor által színpadra alkalmazott Új földesúr aratott közönségsikert. A Fekete gyémántok új, Török Tamás által készített háromfelvonásos színpadi változatát a Művelődés (1971/1) közölte.

## Jókai és romániai magyar képzőművészet
A romániai magyar képzőművészetben Jókainak csak szerényebb érdeklődés jutott osztályrészül. Balogh István Jókai először pillantja meg Erdélyt c. pasztellképe mellett néhány, az erdélyi utazások színhelyeit, szereplőit megörökítő festmény, grafika (Koszkol Jenő, Rudnyánszky Béla, Sárdi István, Szopos Sándor, Tóth István alkotása) a Tabéry és Incze Ernő szerkesztette Jókai Erdélyben c. albumban (Kolozsvár, 1925) jelent meg, újabb reprodukciókat és több tucatnyi, Jókai erdélyi útjainak színhelyeit megörökítő művészfotót – Marx József felvételeit – Vita Zsigmond Jókai Erdélyben című könyve (1975) és az Új Élet (1975/4) közölt, s több alkalommal használták fel illusztráció gyanánt Jókai erdélyi útjain készült rajzait is. Ezenkívül Jókai művéhez fűződő képzőművészeti alkotások megszületésére is a könyvkiadás, az évfordulókat köszöntő sajtó szolgáltatott alkalmat: Andrásy Zoltán 1958-ban készült Jókai-rajzát a Művelődés (1975/2) közölte; az illusztrált kötetek közül kiemelkednek Deák Ferenc illusztrációi A tengerszem tündére című Jókai-novelláskötethez (1981). Később a Tanulók Könyvtára nagyközönség számára készült sorozatának rajzos címlapjain is láthattuk Bardócz Lajos és Cseh Gusztáv Jókai-grafikáit. Kiemelkedő Szervátiusz Jenő (Szervátiusz Tiborral együtt faragott) Jókai-emlékszobra Pápán, az író egykori iskolavárosában.

## Jókai és a romániai magyar zene
A romániai magyar zeneszerzők hozzájárulása a Jókai-mű népszerűségéhez még szerényebb: önálló szerzemény egy született: Hary Béla zenéje a Sárga rózsa című baletthez (1975); ezenkívül kísérőzenét írt A kőszívű ember fiai 1966-os kolozsvári bemutatójához, A nagyenyedi két fűzfához ugyanitt 1975-ben Szalay Miklós szolgáltatott zenét, Az új földesúr nagyváradi bemutatójához pedig 1980-ban Józsa Erika és Horváth Károly.